# Healdton
Healdton är en ort i Carter County i Oklahoma. Orten har fått namn efter bosättaren Charles H. Heald. Vid 2010 års folkräkning hade Healdton 2 788 invånare.

## Kända personer från Healdton
- Rue McClanahan, skådespelare